# Марко Раґуж
Марко Раґуж (нім. Marko Raguž; нар. 10 червня 1998, Гріскірхен) — австрійський футболіст, нападник клубу ЛАСК (Лінц).
Виступав, зокрема, за клуб «Пашинг», а також молодіжну збірну Австрії.

## Клубна кар'єра
Народився 10 червня 1998 року в місті Гріскірхен. Вихованець футбольної школи клубу ЛАСК (Лінц).
У дорослому футболі дебютував 2016 року виступами за команду «Пашинг», в якій провів три сезони, взявши участь у 49 матчах чемпіонату. У складі «Пашинга» був одним з головних бомбардирів команди, маючи середню результативність на рівні 0,49 голу за гру першості.
До складу клубу ЛАСК (Лінц) приєднався 2017 року. Станом на 27 лютого 2020 року відіграв за команду з Лінца 41 матч в національному чемпіонаті.

## Виступи за збірні
У 2017 році дебютував у складі юнацької збірної Австрії (U-19), загалом на юнацькому рівні взяв участь у 3 іграх.
З 2019 року залучався до складу молодіжної збірної Австрії. На молодіжному рівні зіграв у 2 офіційних матчах, забив 1 гол.